# Alden B. Dow

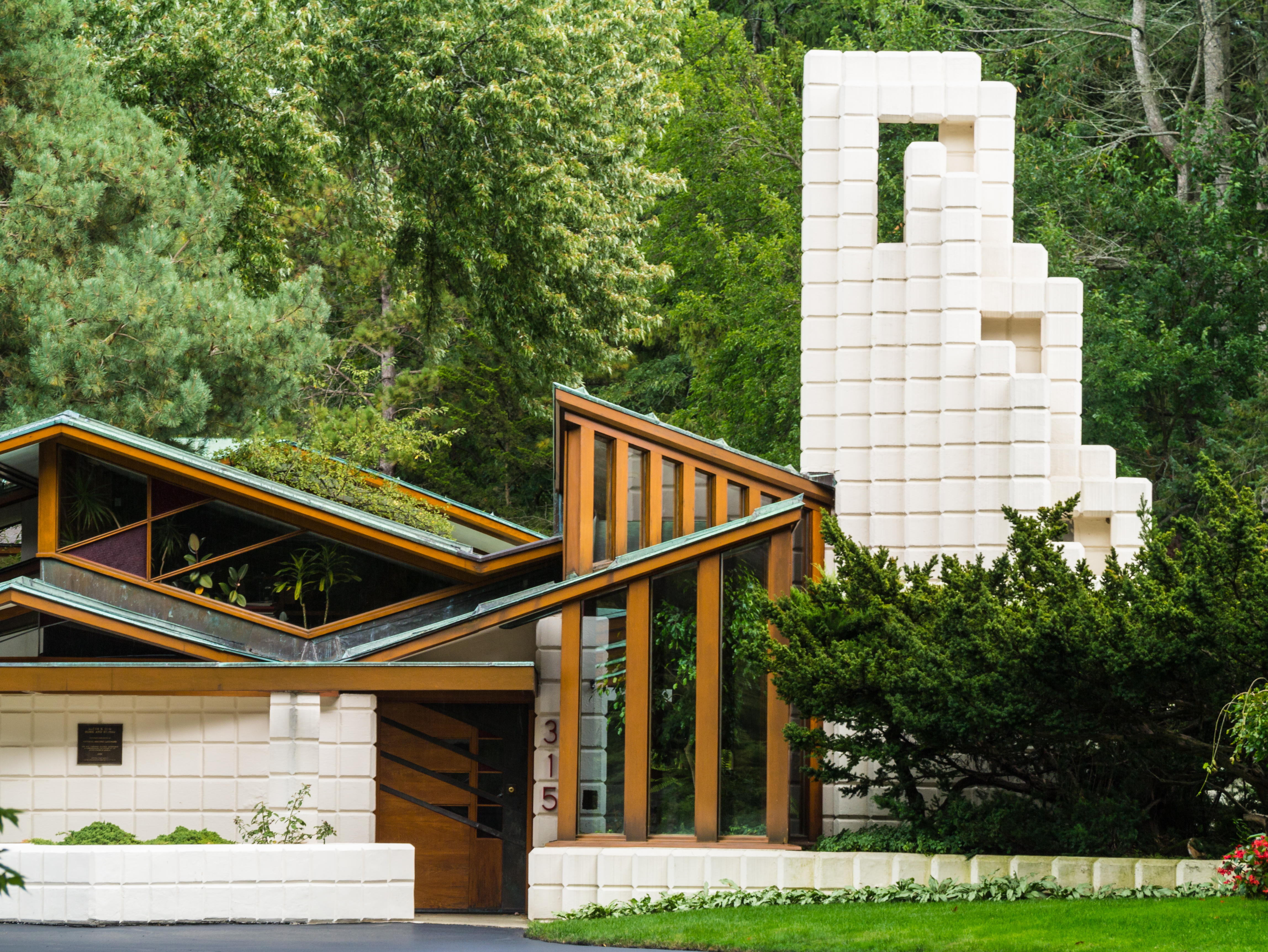
Alden Dow Haus, Midland

Alden B. Dow (* 10. April 1904; † 20. August 1983) war ein US-amerikanischer Architekt. Er entwarf während seiner Karriere über 70 Häuser sowie dutzende Kirchen, Schulen sowie Kunstzentren. Alden Dow ist der Sohn des Industriellen Herbert Dow, Gründer der Firma Dow Chemical.

## Werk

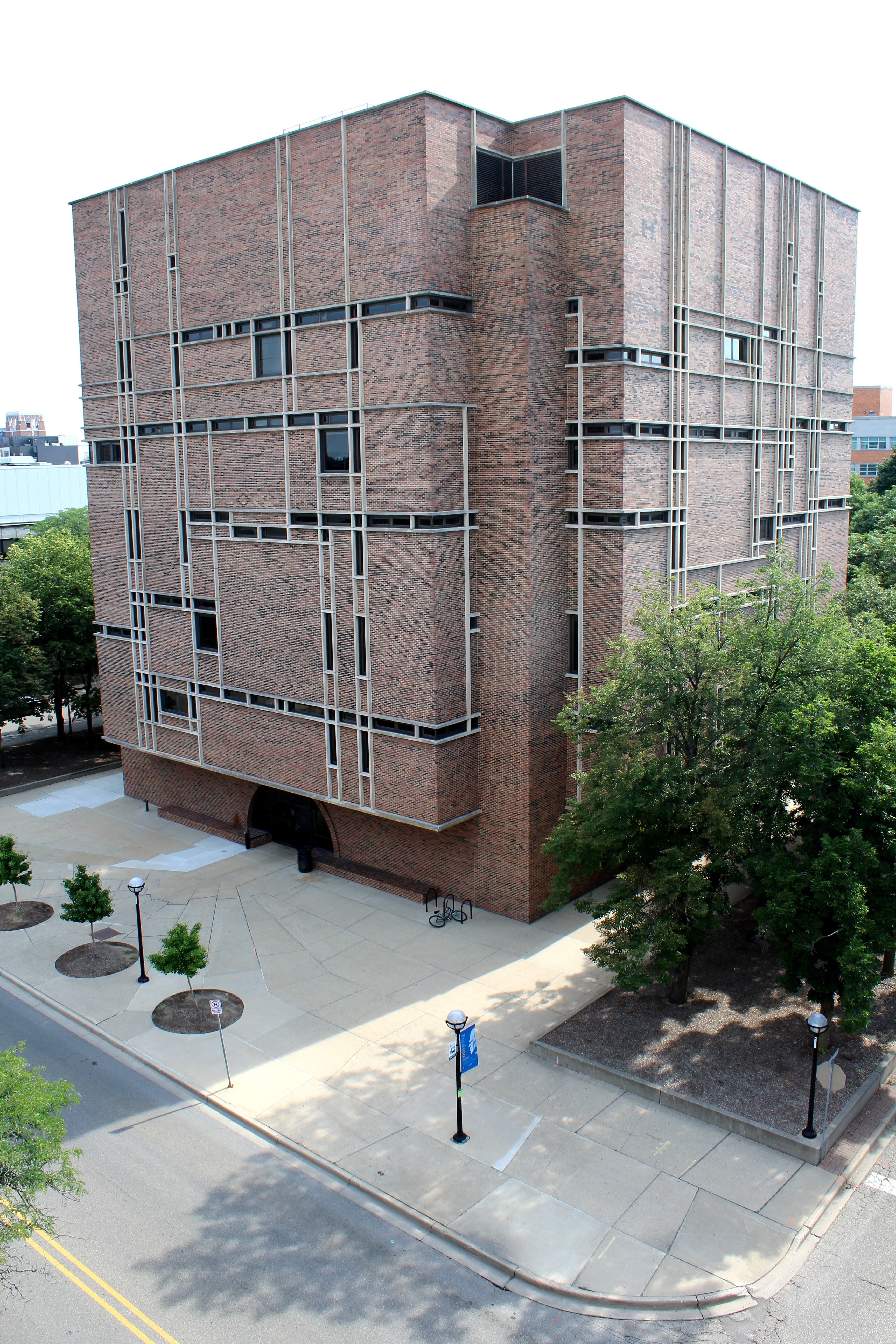
Fleming Administration Building in Ann Arbor, Michigan

Dow ist vor allem für seine Arbeiten in der amerikanischen Stadt Midland, Michigan bekannt, in der er ab 1933 mehr als 100 Gebäude entwarf, von denen viele heute noch besichtigt werden können. Sein Architekturstil wurde maßgeblich durch einen Aufenthalt in Japan beeinflusst, bei dem er unter anderem das von Frank Lloyd Wright entworfene Imperial Hotel in Tokio besichtigte. Dows Gebäude werden als „kantig und organisch“ beschrieben, eine seiner Maximen beim Entwurf neuer Gebäude lautete gardens never end, and buildings never begin (zu deutsch: „Gärten hören nie auf und Gebäude fangen nie an“).

## Ehrungen
In Midland ist das Alden B. Dow Museum of Science & Art nach Dow benannt.
Des Weiteren erhielt er für seine Arbeiten diverse Auszeichnungen und Preise, darunter:
- Diplome de Grand Prix der Pariser Weltfachausstellung (1937)
- Award of merit des American Institute of Architecture (1958)
- Goldmedaille der Michigan Society of architects (1960)
- Frank Lloyd Wright Creativity Award (1982)